# Aulocosoma compactile
Aulocosoma compactile är en mångfotingart som beskrevs av Carl Graf Attems 1894. Aulocosoma compactile ingår i släktet Aulocosoma och familjen Callipodidae. Inga underarter finns listade i Catalogue of Life.